# Beduku
Beduku ist ein osttimoresischer Ort im Suco Tibar (Verwaltungsamt Bazartete, Gemeinde Liquiçá).

## Geographie und Einrichtungen
Das Dorf liegt auf einer Meereshöhe von 65 m im Osten der Aldeia Turleu, am Westufer des Rio Comoro, der nur zur Regenzeit Wasser führt. Eine Straße verbindet den Ort mit Comoro, einem Stadtteil der Landeshauptstadt Dili im Norden und mit dem Dorf Numbuti weiter flussaufwärts im Süden. Am gegenüberliegenden Ostufer befindet sich Dilis Stadtteil Lisbutac.
In Beduku steht eine Grundschule.